# Gerdeh Bardān
Gerdeh Bardān (persiska: گرده بردان, گِردِه بَردان) är en ort i Iran.   Den ligger i provinsen Västazarbaijan, i den nordvästra delen av landet, 500 km väster om huvudstaden Teheran. Gerdeh Bardān ligger 1 770 meter över havet och antalet invånare är 102.
Terrängen runt Gerdeh Bardān är kuperad. Runt Gerdeh Bardān är det ganska tätbefolkat, med 60 invånare per kvadratkilometer. Närmaste större samhälle är Mahabad, 16,6 km norr om Gerdeh Bardān. Trakten runt Gerdeh Bardān består i huvudsak av gräsmarker.